# Zagórze (Łowicz)
Zagórze – dawna wieś, od 1954 zachodnia część miasta Łowicza obejmująca swym zasięgiem tereny w okolicy ulicy Zagórskiej. Od zachodu graniczy ze wsią Jastrzębia.

## Historia
Dawniej samodzielna miejscowość (kolonia). Od 1867 w gminie Dąbkowice. W okresie międzywojennym należało do powiatu łowickiego w woj. warszawskim. 20 października 1933 utworzono gromadę Zagórze w granicach gminy Dąbkowice, składającą się z wsi Zagórze i Zagórskie Górki.  1 kwietnia 1939 wraz z całym powiatem łowickim przeniesione do woj. łódzkiego.
Podczas II wojny światowej w Generalnym Gubernatorstwie, w powiecie Lowitsch w dystrykcie warszawskim. W 1943 Zagórze liczyło 761 mieszkańców.
Po wojnie Zagórze powróciło do powiatu łowickiego w województwie łódzkim, gdzie stanowiło jedną z 22 gromad gminy Dąbkowice.  21 września 1953 gminę Dąbkowice przemianowano na gminę Jamno.
W związku z reorganizacją administracji wiejskiej jesienią 1954, Zagórze włączono do Łowicza.